# Calera y Chozas (kommunhuvudort)
Calera y Chozas är en kommunhuvudort i Spanien.   Den ligger i provinsen Toledo och regionen Kastilien-La Mancha, i den centrala delen av landet, 120 km sydväst om huvudstaden Madrid. Calera y Chozas ligger 389 meter över havet och antalet invånare är 4 124.
Terrängen runt Calera y Chozas är platt. Runt Calera y Chozas är det glesbefolkat, med 13 invånare per kvadratkilometer. Närmaste större samhälle är Talavera de la Reina, 15,7 km nordost om Calera y Chozas. Trakten runt Calera y Chozas består till största delen av jordbruksmark.